# Yuriko Shima
Yuriko Shima (jap. 島 由理子, Shima Yuriko) ist eine ehemalige japanische Fußballspielerin.

## Karriere
Shima wurde 1981 in den Kader der japanischen Nationalmannschaft berufen und kam bei der Fußball-Asienmeisterschaft der Frauen 1981 zum Einsatz. Insgesamt hat sie vier Länderspiele für Japan bestritten.